# Gravy Train (album)
| Recensione | Giudizio |
| ---------- | -------- |
| AllMusic   |          |

Gravy Train è il primo album dell'omonimo gruppo musicale britannico, pubblicato dalla Vertigo Records nel 1970.

## Tracce
LP (1970, Vertigo Records, 6360 023 2)
Lato A
Testi e musiche di Gravy Train.
1. The New One – 5:15
2. Dedication to Sid – 7:17
3. Coast Road – 6:46
4. Enterprise – 6:20

Lato B
Testi e musiche di Gravy Train.
1. Think of Life – 5:10
2. Earl of Pocket Nook – 16:11

## Formazione
- Norman Barratt – voce solista, chitarra
- J.D. Hughes – flauto, flauto contralto e tenore (simultanei), cori
- Les Williams – basso, cori
- Barry Davenport – batteria

### Produzione
- Jonathan Peel – produzione (per la Mike Vaughan Productions, Ltd)
- Registrazioni effettuate all'Olympic Sound Studios di Londra (Inghilterra)
- Keith Harwood – ingegnere delle registrazioni
- "Hipgnosis" – foto e design copertina album originale [2]